# Bartolo Ushigua
Bartolo Ushigua pour l'administration équatorienne ou Manari de son vrai nom est le président et porte-parole de l'association de la nation Zápara de la province de Pastaza en Équateur au bord du fleuve Conambo.
Il s'appelle Manari, fils du dernier des chamans d'une communauté de 115 personnes, son nom en zapara signifie la dénomination d'un lézard de la forêt. Il s'insurge du fait que l'état exige que les indigènes portent des noms espagnols pour s'inscrire à l'état-civil et porter le nom de Bartolo Ushigua.
Les Zapara vivent le long des fleuves Conambo et Pindoyacu et sur le haut Curaray en Équateur, et le long du Tigre au Pérou. Ils possédaient autrefois un territoire beaucoup plus vaste qui s’étendait (du XVIII et XIXe siècle) des ríos Pastaza à Curaray et du piémont andin à la frontière péruvienne.
Le nom « Záparo » vient du panier fait de lianes bejuco fendues en deux et deux fois tressées, entre lesquelles des feuilles imperméables sont placées, et d’un couvercle travaillé de la même façon, dont les Záparo se servent pour mettre leurs vêtements et autres biens au sec. Eux-mêmes s’autodésignent káyapwö .
Aujourd'hui ils se désignent comme "Zápara". Leur culture et langue ont été déclarées patrimoine culturel immatériel de l'humanité par l'UNESCO en 2001. Ils sont estimés à 250 personnes en Équateur et autant au Pérou.